# .htaccess

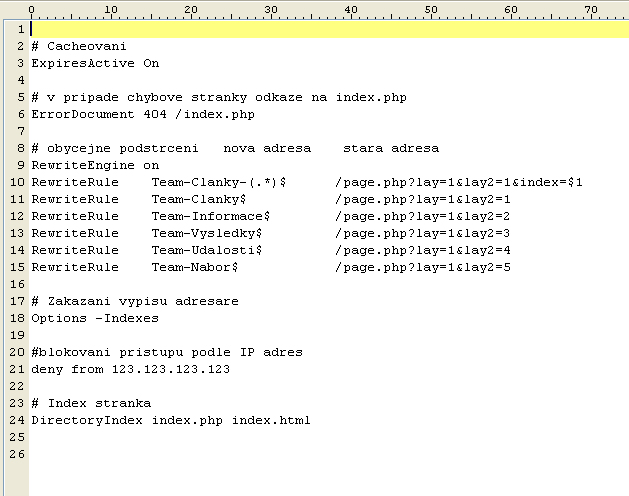

.htaccess는 하이퍼텍스트 액세스(hypertext access)의 준말로, 웹 서버 구성의 분산된 관리를 위해, 여러 웹 서버가 지원하는 디렉터리 수준의 설정 파일을 가리킨다.
.htaccess의 원래 목적은 이름에도 나와 있듯이 디렉터리 당 접근 제어를 허용하는 것이다. 이를테면 콘텐츠 접근을 위해 암호를 요구하는 식이다. 그러나 오늘날 .htaccess 파일은 문자 집합, CGI 핸들러를 포함한 다른 수많은 설정 파일을 오버라이드할 수 있다.
이러한 파일들은 웹 트리 안에 위치하며, 특정 디렉터리나 모든 하부 디렉터리에 대하여 서버에 설정된 글로벌 구성의 하부집합을 오버라이드할 수 있다.

## 같이 보기
- 다시쓰기 엔진